# Wolcott, Vermont
Wolcott är en kommun (town) i Lamoille County i den amerikanska delstaten Vermont. Vid folkräkningen år 2000 bodde 1 456 personer på orten. Den har enligt United States Census Bureau en area på totalt 101,5 km², varav 0,4 km² är vatten.  